# Chèvreville (Oise)
Chèvreville is een dorp in Frankrijk. Het ligt in een open omgeving op 47 km ten noordoosten van het centrum van Parijs.

## Kaart
De onderstaande kaart toont de ligging van Chèvreville (Oise) met de belangrijkste infrastructuur en aangrenzende gemeenten.

## Demografie
Onderstaande figuur toont het verloop van het inwonertal, bron: INSEE-tellingen. 

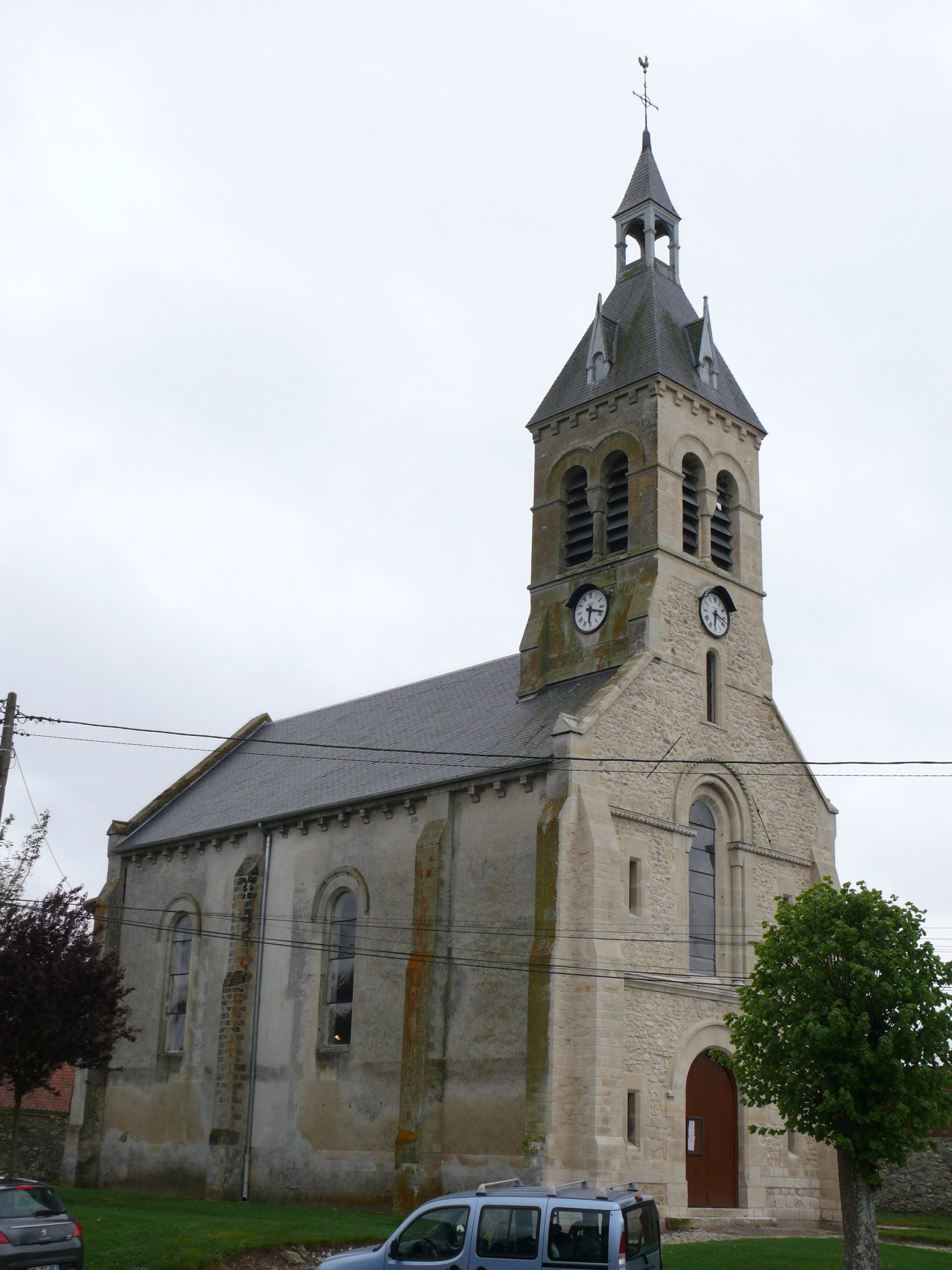
Kerk van Chevreville

## Websites
- (fr)  Statistische informatie op de website van INSEE

1. ↑  Populations de référence 2022.